# Ken Foree
Kentotis Alvin Foree (ur. 29 lutego 1948 w Indianapolis) – amerykański aktor.
Wystąpił w licznych horrorach, m.in. w Teksańskiej masakrze piłą mechaniczną 3 (1990), Bękartach diabła (2005), Wiedźmach z Salem (2013) i sequelu Nocy żywych trupów (1978), jak i w popularnych produkcjach telewizyjnych, głównie w serialach.